# ウィリアム・ディグビー (聖職者)

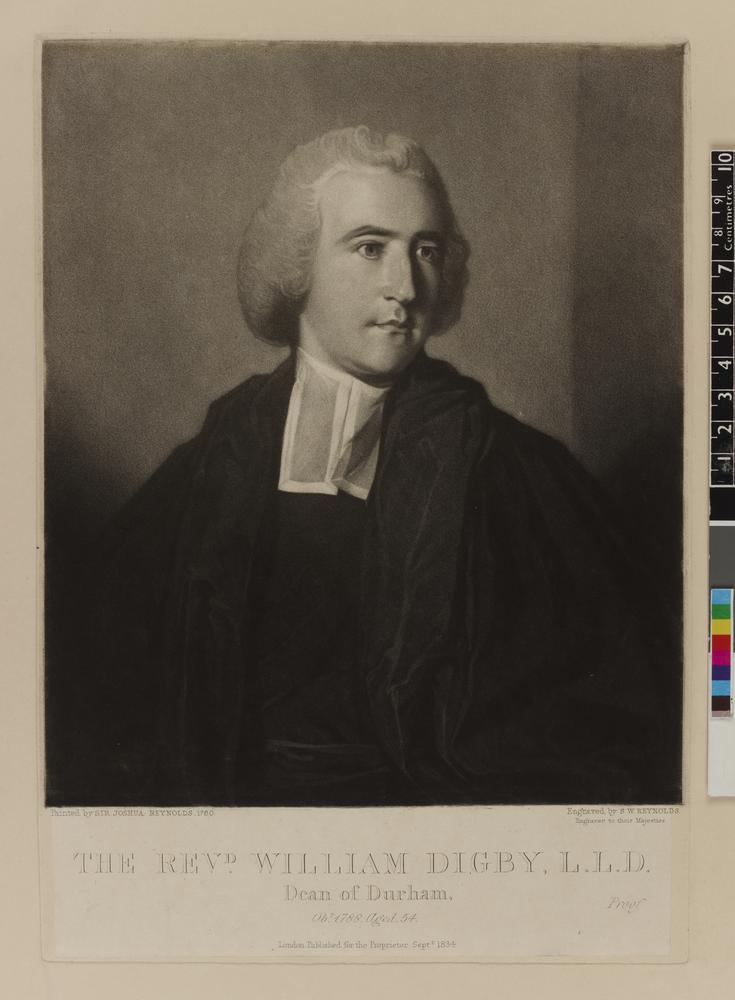
サミュエル・ウィリアム・レノルズによるメゾチント、1834年。原作ジョシュア・レノルズ。

ウィリアム・ディグビー（英語: William Digby、1733年1月21日 – 1788年9月18日）は、イングランド国教会の聖職者。ウスター大聖堂首席司祭（在任：1769年 – 1778年）、ダラム大聖堂首席司祭（在任：1778年 – 1788年）を歴任した。

## 生涯
エドワード・ディグビー閣下と妻シャーロット（Charlotte、旧姓フォックス（Fox）、1778年11月没、スティーブン・フォックスの娘）の息子として、1733年1月21日に生まれた。1752年6月4日にオックスフォード大学クライスト・チャーチに入学、1756年にB.A.の学位を、1759年にM.A.の学位を、1765年にD.C.L.の学位を修得した。
1759年9月23日に執事に、1760年3月2日に司祭に叙任された後、1760年4月2日から1766年6月10日までキルミントンの牧師を、1765年12月19日から1789年1月27日までコーゾルの代理牧師（vicar）を、1766年3月20日から1789年2月9日までシェルドンの牧師を務めた。1769年8月29日から1778年1月27日までウスター大聖堂首席司祭を、1777年9月18日から1788年までダラム大聖堂首席司祭を務めた。
1788年9月18日に死去した。

## 家族
1766年4月14日、シャーロット・コックス（Charlotte Cox、1791年6月27日没、ジョセフ・コックスの娘）と結婚、4男5女をもうけた。
- シャーロット・ソフィア（1835年12月15日没） - 1784年4月3日、第2代準男爵サー・ジョン・シェフィールド（1815年2月4日没）と結婚、子供なし[3]
- ヘンリー（英語版）（1770年1月20日 – 1842年8月19日） - 海軍軍人。1806年4月17日、ジェーン・エリザベス・クック（Jane Elizabeth Coke、1863年4月29日没、初代レスター伯爵トマス・クックの娘）と結婚、子供あり。第9代ディグビー男爵エドワード・セント・ヴィンセント・ディグビーの父[3]
- ウィリアム（1774年2月25日 – 1829年1月14日） - 聖職者。1800年、アルメリア・オーガスタ・ケアリー（Almeria Augusta Cary、ルーシャス・ファーディナンド・ケアリー閣下の娘）と結婚、子供なし。1803年、シャーロット・エリザベス・ディグビー（Charlotte Elizabeth Digby、1820年9月13日没）と再婚、子供なし[3]
- エリザベス・ジュリアナ（1807年11月没） - 1794年2月18日、サー・ジョン・ヘンリー・ニューボルト（Sir John Henry Newbolt）と結婚
- マリア（1842年9月23日没） - 1794年8月28日、第2代イルチェスター伯爵ヘンリー・フォックス＝ストラングウェイズと結婚、子供あり[3]
- キャロライン（1835年4月14日没） - 1791年6月13日、第2代準男爵サー・トマス・ニーヴと結婚、子供あり[3]
- チャールズ・ジョージ（1780年9月14日 – 1829年1月14日） - 海軍軍人。1821年9月13日、ダイアナ・アリシア・スコット（Diana Alicia Scott、1878年5月6日没、W・H・スコット閣下の娘）と結婚、子供あり[3]
- ジョセフ（1786年7月15日 – 1860年3月5日） - 海軍軍人。アン・ジャクソン（Ann Jackson、ジョサイアス・ジャクソン（英語版）の娘）と結婚、子供あり[3]
- ハリエット - 1808年、サミュエル・セラル（Samuel Serrall）と結婚[3]